# 杉浦志保
杉浦志保（1月21日—）是日本的漫畫家，自冬水社出道。
代表作為《冰之魔物語》、《銀色鑽石》。以奇幻純愛故事見長。
目前在Mag Garden《月刊Comic Avarus》連載《終點unknown》
自畫像是熊貓。

## 作品
- 灰姑娘男孩的至愛 全1冊（日版原名《シンデレラ（ＢＯＹ）確率論》，台灣大然出版）
- 墜入你愛的陷阱 全1冊（台灣大然出版）
- 深深沉眸赤子情 全1冊（日版原名《ISAGI-KOJIMA》，台灣大然出版）
- 冰之魔物語 全24冊（日版原名，台灣大然出版，尚禾再版）
  - 冰之魔物語外傳 全1冊（日版原名《氷の魔物の物語外伝》，台灣大然出版，尚禾再版）
  - 冰之魔物語 全14巻（冬水社文庫版）
- 銀色鑽石 全27冊（日版原名《SILVER DIAMOND》，台灣尚禾出版）
- 終點unknown（Mag Garden）

## 其他
- 原畫集
  - 冰之魔物語  複製畫集1.2
  - もっと!!氷の魔物の物語‐イラスト＆データ攻略ファイル

## 外部連結
- 杉浦志保的X（前Twitter）